# Vallentuna BK
Vallentuna BK är en sportklubb från Vallentuna i Sverige. Klubben bedriver fotboll. 

## VBK Fotboll
Vallentuna BK spelar säsongen 2014 i Division 3 Östra Svealand. Säsongen 2013 kom man åter upp i Division 3 efter ett år i division 4.  

## Tabellplaceringar 2000-talet
2013 Div 3. VBK 3:a, +6, Vinnare BKV Norrtälje  
2012 Div 4. VBK 2:a, Kvot Vinnare: Täby IS
2011 Div 3. VBK 11:a, Kvot 41-61. Vinnare Karlbergs BK
2010 Div 2. VBK 12:a, Kvot 18-43. Vinnare Akropolis IF
2009 Div 2. VBK 8:a, Kvot 38-44 Vinnare Dalkurd FF
2008 Div 2. VBK 4:a, Kvot: 39-36. Vinnare Syrianska Kerb IF 
2007 Div 2. VBK 8:a, Kvot: 47-44. Vinnare Brage
2006 Div 2. VBK 6:a, Kvot: 48-44. Vinnare Skiljebo
2005 Div 3. VBK 4:a, Kvot: 56-34. Vinnare Värtan 
2004 Div 2. VBK 11:a, Kvot: 32-42. Vinnare Väsby 
2003 Div 2. VBK 8:a, Kvot: 36-29. Vinnare Väsby 
2002 Div 2. VBK 8:a, Kvot: 44-49. Vinnare Forward 
2001 Div 2. VBK 5:a, Kvot: 37-37. Vinnare BP 
2000 Div 2. VBK Kvalar sig kvar i division 2 efter 7-1 mot Bollnäs (1-2 b) (5-0 h)

## Statistik 2000-talet
Årets Spelare
2013 Ozan Yildiz
2012 Emil Hedsén
2011 Simon Lundgren
2010 David Svensson
2009 Pierre Fondin
2008 Micke Erstadius
2007 Amo Jawo
2006 Daniel Jansson
Poängligevinnare
2013 Johan Larsson- 11 poäng
2012 Emil Hedsén - 40 poäng
2011 Daniel Lundkvist- 23 poäng
2010 Daniel Lundkvist- 6 poäng
2009 Daniel Lundkvist-12 poäng
2008 Daniel Lundkvist -16 poäng
2007 Daniel Lundkvist -22 Poäng
2006 Daniel Jansson  -18 Poäng
2005 Daniel Lundkvist -44 Poäng
Skytteligavinnare
2013 Daniel Lundkvist- 9 mål
2012 Emil Hedsén- 35 mål
2011 Daniel Lundkvist- 16 mål
2010 Daniel Lundkvist- 6 mål
2009 Vedad Kestendzic- 8 mål
2008 Daniel Jansson  -12 mål
2007 Daniel Lundkvist -12 mål
2006 Daniel Jansson  -10 mål
2005 Christian Dreier  -23 mål
2004 Erik Wedin -  8 mål
2003 Erik Wedin - 18 mål
2002 Daniel Lundkvist- 12 mål
2001 Daniel Lundkvist- 8 mål 
Assistligevinnare
2013 Johan Larsson- 8 Assist 
2012 Robert Roles -  
2011 Daniel Lundkvist- 7 Assist 
2010 Christer Mattiasson- 3 Assist 
2009 Daniel Jansson- 6 Assist 
2008 Daniel Lundkvist, Peyman Palevan- 6 Assist 
2007 Daniel Lundkvist -10 Assist 
2006 Daniel Lundkvist, Daniel Jansson- 8 Assist 
2005 Daniel Lundkvist - 23 Assist

## Supportrar
Vid seriematcherna har Vallentuna ett publiksnitt på cirka 100 personer. Lokalderbymatcherna mot Täbylaget IK Frej har emellanåt följts av 400 betalande åskådare. Tidigare hade man en klack, vilken kallade sig Vallentuna Hooligans. Vallentuna Hooligans bestod av ca 30 medlemmar. Flera medlemmar är dömda för ett flertal våldsbrott och vissa hade samröre med DFG. Vallentuna Hooligans bildades 1996 under namnet Falcon II, då medlemmarna var under 18 och drack Falcon klass 2.